# 肝毒性
肝毒性（かんどくせい、英語: hepatotoxicity）とは、化学物質が肝障害を発症させる性質を意味する。また、薬剤性肝障害（やくざいせいかんしょうがい、英語: drug-induced liver injury、DILI）または薬物性肝障害（やくぶつせいかんしょうがい）は、特に薬剤によって引き起こされる急性および慢性の肝疾患を指す用語である。
肝臓は、化学物質を代謝して排出する中心的な役割を果たしており、これらの薬剤による毒性の影響を受けやすい。ある種の医薬品は、過剰摂取した場合（アセトアミノフェンなど）や、時には治療範囲内で導入した場合（ハロタンなど）でも、肝臓を傷つける可能性がある。その他にも、実験室や工場で使用される化学物質、天然化学物質（ミクロシスチンなど）、薬用ハーブ（代表的な例として、メカニズムが不明なカヴァや、ピロリジジンアルカロイドを含むヒレハリソウ）漢方薬（特に黄芩）なども肝毒性を発現する可能性を持っている。肝障害を引き起こす化学物質は肝毒素と呼ばれている。
900種類以上の薬剤が肝障害を引き起こすことが示唆されており（頁末尾の外部リンク「LiverTox」参照）、薬剤が市場から回収される最も一般的な理由となっている。肝毒性や薬物誘発性肝障害は、医薬品開発の失敗のかなりの数を占めており、毒性予測モデル（DTIなど）や、幹細胞由来の肝細胞様細胞など、医薬品開発の初期段階で毒性を検出する薬剤スクリーニングアッセイの必要性が強調されている。化学物質はしばしば不顕性の肝臓障害を引き起こし、それは肝酵素検査値の異常としてのみ現れる。
薬剤性肝障害は、入院患者の5％、急性肝不全の50％を占めている。

## 原因物質
薬物有害反応は、タイプA（内因性または薬理作用）とタイプB（特発性）に分類される。タイプAの薬物反応は、全毒性の80％を占める。
薬理学的（タイプA）の肝毒性を持つ薬物や毒素は、予測可能な用量反応曲線（高濃度になると肝障害を引き起こす）を持ち、肝組織への直接的な損傷や代謝過程の阻害などの毒性のメカニズムが充分に解明されている。アセトアミノフェンの過剰摂取の場合のように、このタイプの障害は毒性の閾値に達した直後に発生する。四塩化炭素は、動物モデルにおける急性肝障害の誘発によく用いられる。
特発性（B型）障害は、薬剤が感受性の高い人に予測不能な肝障害を引き起こす場合ものであり、前兆なしに発生し、用量関連性はなく、潜伏期間もさまざまである。このタイプの障害には、明確な用量反応や時間的関係がないので、ほとんどの場合、予測モデルは存在しない。医薬品審査当局の承認過程で厳格な臨床試験が行われたにもかかわらず、特発性肝障害のために市場から撤退した薬剤がいくつかある。トログリタゾンとトロバフロキサシンは、特発性肝障害による市場撤退薬の代表例である。また、ハーブのカヴァは、無症状のものから致命的なものまでさまざまな特発性肝障害の原因となっている。
抗真菌薬であるケトコナゾールの経口使用では、死亡例を含む肝毒性が認められているが、これらの影響は7日以上の服用に限られるようである。

### 非ステロイド系抗炎症薬

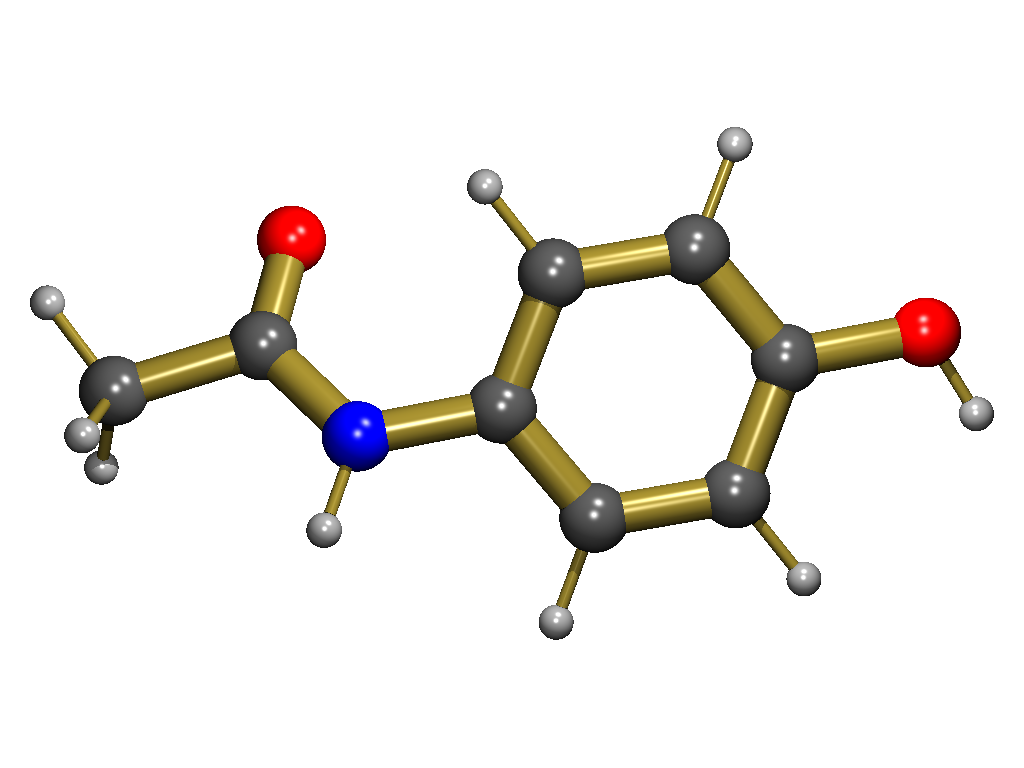
アセトアミノフェン分子の3Dモデル。過量投与により肝障害を引き起こす。

アセトアミノフェンの過量摂取は世界的に見ても薬物による肝疾患や急性肝不全の最も一般的な原因となっている。原因となる分子は、薬剤そのものではなく、肝臓のシトクロムP-450酵素によって生成される毒性代謝物（N-アセチル-p-ベンゾキノンイミン（NAPQI））である。通常の場合、この代謝物は第2相反応でグルタチオンと結合して解毒される。過剰摂取時には、大量のNAPQIが生成され、解毒プロセスを圧倒して肝細胞障害を引き起こす。また、一酸化窒素も毒性の誘発に一役買っている。グルタチオンの前駆体であるアセチルシステインを投与することで、毒性のあるNAPQIを捕捉し、肝障害の重症度を抑えることができる。
個々の解熱鎮痛薬は広く使用されているが、NSAIDはまれに肝障害を示す薬剤群として浮上してきた。NSAIDでは、用量依存的な反応と特発的な反応の両方が記録されている。アスピリンとフェニルブタゾンには内因性の肝毒性があり、イブプロフェン、スリンダク、フェニルブタゾン、ピロキシカム、ジクロフェナク、インドメタシンには特発性の反応が見られる。

### 糖質コルチコイド
糖質コルチコイドは、炭水化物の代謝に影響を与えることからその名が付いた。糖質コルチコイドは肝臓へのグリコーゲン貯蔵を促進する。肝臓の肥大は、小児におけるステロイドの長期使用によるまれな副作用である。成人、小児を問わず、ステロイドの長期使用による典型的な副作用は脂肪変性症である。

### イソニアジド
イソニアジド（INH）は、結核の治療に最もよく使われる薬剤の一つであるが、患者の20％に軽度の肝酵素の上昇、1〜2％に重度の肝毒性が認められる。

### その他のヒドラジン誘導体
また、MAO阻害薬系抗うつ薬であるイプロニアジドなど、他のヒドラジン誘導体の薬剤でも肝障害を伴う例がある。フェネルジンは肝機能検査値異常との関連が指摘されている。抗生物質でも毒性作用が発現することがある。

### 天然産物

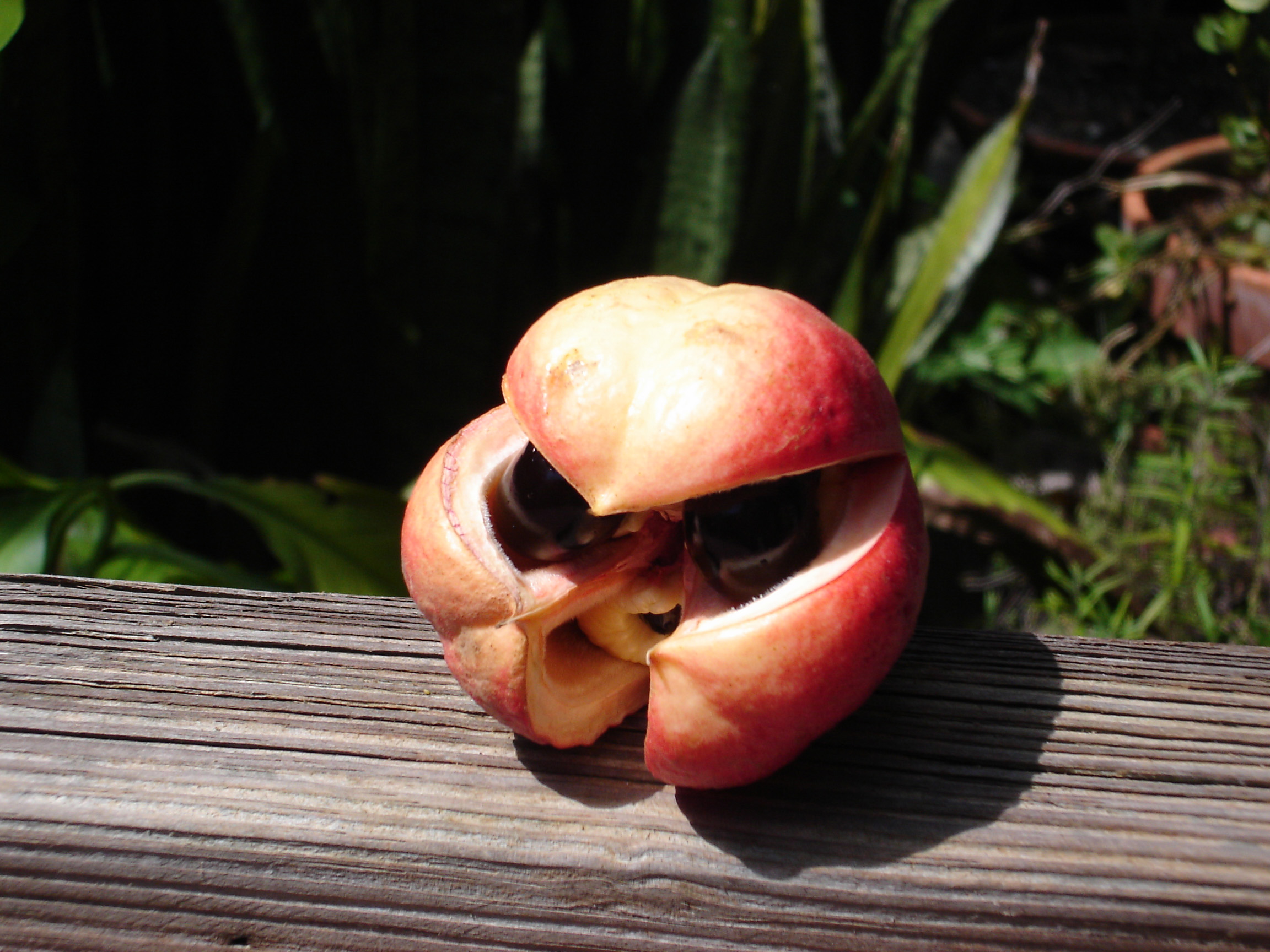
アキーの実

例えば、α-アマニチンを含むキノコ、カヴァ、アフラトキシンを産生するカビなどが該当する。一部の植物に含まれるピロリジジンアルカロイドには毒性がある。緑茶抽出物は、多くの製品に含まれており、肝不全の原因として増加している。

### 代替医療
例としては以下のようなものがある。アキーの実、ハッカクレン、カンフル、コパルトラ、サイカシン、ガルシニア、カヴァの葉、ピロリジジンアルカロイド、マロニエの葉、セイヨウカノコソウ、ヒレハリソウ。
中国の漢方薬の例は、金不換（きんぶかん）、麻黄（まおう）、寿量散（しゅうりょうさん）、白仙片（びゃっこうへん）。

### 工業毒
ヒ素や四塩化炭素、塩化ビニルなどが挙げられる。

## 発症機序
発売後に発見された肝毒性のために、今も多くの医薬品が市場から撤退している。肝臓は、その独特の代謝と消化管との密接な関係から、薬物やその他の物質による傷害を受けやすい。肝臓に来る血液の75％は、消化器官や脾臓から門脈を経由して直接届き、薬物や生体異物が充分に希釈されていない形で運ばれて来る。肝臓の損傷を誘発したり、損傷プロセスを悪化させたりするメカニズムはいくつかある。
多くの化学物質は、エネルギーを生産する細胞内小器官であるミトコンドリアを損傷する。ミトコンドリアが機能不全に陥ると、過剰な量の酸化物質が放出され、肝細胞が傷害される。また、CYP2E1などのシトクロムP-450系酵素の活性化も酸化ストレスの原因となる。肝細胞や胆管細胞が傷害されると、肝臓内に胆汁酸が蓄積される。この胆汁酸が更に肝障害を促進する。また、クッパー細胞、脂肪を蓄積する伊東細胞、白血球（好中球、単球）などの非柔組織もこのメカニズムに関与している。

### 肝臓における薬物代謝

肝臓での薬物代謝：
転移酵素は、グルタチオン、硫酸、酢酸、グルクロン酸。
P-450はシトクロムP-450。
薬剤A、B、Cで異なる経路を示す。

人体は、ほとんどすべての薬物を異物（＝生体異物）として認識し、排泄に適した状態にするためにさまざまな化学的プロセス（＝代謝）を行う。これには、(a)脂溶性を低下させる、(b)生物学的活性を変化させる、といった化学変化が含まれる。体内のほとんどすべての組織が化学物質を代謝する能力を持っているが、肝臓の滑面小胞体は、内因性化学物質（コレステロール、ステロイドホルモン、脂肪酸、タンパク質など）と外因性物質（薬物、アルコールなど）の両方を処理する主要な「代謝の中心地」である。肝臓は化学物質のクリアランスと変換に中心的な役割を果たしているため、薬物による損傷を受けやすい。
薬物の代謝は通常、第1相と第2相の2つの段階に分けられる。第1相反応は、第2相反応のための準備と考えられる。しかし、多くの化合物は第2相で直接代謝される。第1相反応には、酸化、還元、加水分解、水和、その他多くのまれな化学反応が含まれる。これらのプロセスは、薬物の水溶性を高める傾向があり、より化学的に活性が高く、潜在的に毒性を有する代謝物を生成する可能性がある。第2相反応のほとんどは細胞質で起こり、転移酵素を介して内因性化合物と結合する。化学的に活性な第1相の生成物は、この段階で比較的不活性になり、除去に適した状態になる。
小胞体に存在するシトクロムP-450と呼ばれる酵素群は、肝臓で最も重要な代謝酵素群である。シトクロムP-450は、電子伝達系の末端酸化酵素の構成要素となっている。シトクロムP-450は単一の酵素ではなく、50のアイソフォームからなる近縁のファミリーで構成されており、そのうちの6つのアイソフォームが薬物の90％を代謝する。個々のP-450遺伝子産物には非常に多様性があり、この異質性により、肝臓は第1相において膨大な種類の化学物質（ほとんどすべての薬物を含む）を酸化することができる。P-450システムの下記の重要な3つの特徴は、薬物誘発性毒性に関与している。
遺伝的多様性
P-450タンパク質はそれぞれ固有のものであり、個人間の薬物代謝の違いを（ある程度）説明している。P-450代謝における遺伝的変異（多形性）は、通常の用量の薬物作用に対して患者が異常な感受性または抵抗性を示す場合に考慮すべきである。このような多形性は、異なる民族的背景を持つ患者の間で薬物反応が異なる原因にもなっている。
酵素活性の変化

多くの物質がP-450酵素のメカニズムに影響を与える。薬物はいくつかの方法で酵素ファミリーと相互作用する。シトクロムP-450酵素活性を修飾する薬物は、阻害剤または誘導剤と呼ばれている。酵素阻害剤は、1つまたは複数のP-450酵素の代謝活性を阻害する。この効果は通常すぐに現れる。一方、酵素誘導剤は、P-450の合成を増加させることにより、P-450の活性を高める。誘導剤の半減期にもよるが、通常、酵素活性が上昇するまでには時間が掛かる。
競合阻害
薬剤の中には、同じP-450のアイソザイムで代謝されるものがあり、その結果、競合的に生体内での変換を阻害するものがある。これにより、その酵素で代謝される薬物が蓄積される可能性がある。また、この種の薬物相互作用は、毒性のある基質の生成速度を低下させる可能性がある。

### 肝障害の分類
化学物質は、臨床的にも病理学的にもさまざまな肝障害を引き起こす。肝障害の指標としては、生化学マーカー（アラニンアミノ基転移酵素（ALT）、アルカリホスファターゼ（ALP）、ビリルビンなど）がよく用いられる。肝障害とは、(a)ALTが正常値上限(ULN)の3倍以上、(b)ALPがULNの2倍以上、(c)ALTやALPの上昇に伴って総ビリルビンがULNの2倍以上、のいずれかが上昇した状態を指す。肝障害はさらに、肝細胞型（初期のALT上昇が主）と胆汁型（初期のALP上昇）に分類される。しかし、これらは相互に排他的なものではなく、しばしば混合型の損傷が発生する。
以下に、薬剤性肝障害の具体的な病理組織学的パターンについて説明する。

#### 区域壊死
これは薬物による肝細胞壊死の中でも最も一般的なタイプで、損傷は肝小葉の特定の領域に限られている。ALTの値が非常に高く、重度の肝機能障害として現れ、急性肝不全に至ることもある。
該当する薬剤
アセトアミノフェン、四塩化炭素

#### 肝炎
このパターンでは、肝細胞壊死に炎症細胞浸潤を伴う。薬剤性肝炎には3つのタイプが考えられる。(a)ウイルス性肝炎が最も一般的で、組織学的特徴は急性ウイルス性肝炎に似ている。(b)局所性または非特異的な肝炎では、リンパ球浸潤を伴って細胞壊死の病巣が散在することがある。(c)慢性肝炎は臨床的にも血清学的にも組織学的にも自己免疫性肝炎と非常によく似ている。
該当する薬剤
(a) ウイルス性肝炎：ハロタン、イソニアジド、フェニトイン
(b) 局所性肝炎：アスピリン
(c) 慢性肝炎：メチルドパ、ジクロフェナク

#### 胆汁鬱滞
肝障害により胆汁の流れが悪くなり、痒みや黄疸が主な症状として出現する。組織学的には、炎症を示す場合（胆汁性肝炎）と、示さない場合がある。まれに、小胆管の進行性破壊により、原発性胆汁性肝硬変に類似した特徴を示すことがある（胆管消失症候群）。
該当する薬剤
(a) 非炎症性：経口避妊薬、蛋白同化ステロイド、アンドロゲン
(b) 炎症性：アロプリノール、アモキシシリン・クラブラン酸、カルバマゼピン
(c) 胆管性：クロルプロマジン、フルクロキサシリン

#### 脂肪症
肝毒性はトリグリセリドの蓄積として現れ、小滴型または大滴型の脂肪肝になる。また、リン脂質の蓄積により、遺伝性のリン脂質代謝異常を伴う疾患（テイ＝サックス病など）に類似したパターンを示す別のタイプの脂肪肝も存在する。
該当する薬剤
(a) 小滴型：アスピリン（ライ症候群）、ケトプロフェン、テトラサイクリン（特に期限切れの場合）
(b) 大滴型：アセトアミノフェン、メトトレキサート
(c) リン脂質症：アミオダロン、完全非経口栄養剤
(d) 抗ウイルス薬：ヌクレオシド系化合物
(e) 副腎皮質ホルモン
(f) ホルモン薬：タモキシフェン

#### 肉芽腫
薬剤性肝肉芽腫は、通常、他の組織の肉芽腫と関連しており、患者は通常、全身性血管炎および過敏症の特徴を有する。50種類以上の薬剤が関与しているとされる。
該当する薬剤
アロプリノール、フェニトイン、イソニアジド、キニーネ、ペニシリン、キニジン

#### 血管病変
血管内皮の損傷により発生する。
該当する薬剤
静脈閉塞性疾患：化学療法剤、ルイボス茶
肝紫斑病：蛋白同化ステロイド
肝静脈血栓症：経口避妊薬

#### 新生物
新生物は、いくつかの薬剤や毒素に長期間曝されることで発生しうる。肝細胞癌、血管肉腫、肝腺腫などが報告されている。
該当する薬剤
塩化ビニル、複合経口避妊薬、蛋白同化ステロイド、ヒ素、トロトラスト

## 診断

薬剤性肝障害が疑われる場合のアルゴリズム

これは、信頼できるマーカーがないため、臨床上の課題となっている。他の多くの疾患で、臨床的にも病理学的にも同様の現象が見られる。肝毒性を診断するためには、毒素や薬物の使用とその後の肝障害との間の因果関係を確立する必要があるが、特に特発性の反応が疑われる場合には難しいかも知れない。また、複数の薬剤を同時に使用した場合には、さらに複雑さが増す。アセトアミノフェンの毒性のように、十分に確立された用量依存性の薬理学的な肝障害は発見しやすい。原因となる薬物と肝障害との因果関係を確立するために、CIOMS/RUCAM尺度やMaria・Victorino基準などの臨床尺度が提案されている。CIOMS/RUCAM尺度では、疑いを「確定または高確率」（スコア8以上）、「可能性高」（スコア6-8）、「可能性有」（スコア3-5）、「可能性無」（スコア1-2）、「除外」（スコア≦0）に分類するスコアリングシステムを採用している。臨床現場では、患者の生化学的プロファイルと、毒性が疑われる既知の生化学的プロファイル（例：アモキシシリン・クラブラン酸の胆汁性障害）との類似性の有無が重視されている。

## 治療
ほとんどの場合、原因となっている薬物を早期に中止すれば、肝機能は正常に戻る。しかし、アセトアミノフェンによる肝毒性では、初期症状が致命的となる場合がある。薬剤性肝障害による劇症肝炎は、肝移植を必要とする場合がある。過去には、アレルギー性の場合にはステロイドが、胆汁性の場合にはウルソデオキシコール酸が使用されていたが、その有効性を裏付ける良い証拠はない。

## 予後
ULNの2倍以上の血清ビリルビン値の上昇とそれに伴うアミノ基転移酵素の上昇は不吉な兆候である。これは重度の肝毒性を示しており、特に原因となった薬剤を中止しない場合には、10％から15％の患者が死亡する可能性がある（Hyの法則）。これは、ビリルビンの排泄が阻害されるということは肝臓に重度の障害があるからであり、（胆道閉塞やジルベール症候群がない場合には）軽度の障害では黄疸は生じないためである。その他の予後不良因子としては、高齢、女性、高ASTが挙げられる。

## 市場撤退薬
以下の治療薬は、主に肝毒性のために市場から撤退した。
- トログリタゾン、ブロムフェナク、トロバフロキサシン（英語版）、エブロチジン（英語版）、ニメスリド、ネファゾドン（英語版）、キシメラガトラン（英語版）、ペモリン[44][51][52]